# Этолия
Этолия  (др.-греч. Αἰτωλία) — в древности область Центральной Греции, граничившая на западе с Акарнанией по реке Ахелоосу, на востоке — с Локридой и Доридой (по линии, параллельной течению реки Эвена (Эвиноса, Εύηνος) и к востоку от этой реки), на севере — с областью долопов (Δόλοπες, Долопией, Δολοπία) и амфилохов (Ἀμφίλοχοι, Амфилохией, Ἀμφιλοχία) и разделявшаяся хребтом Панетоликоном (Παναιτωλικόν) на две части: северную, дикую и некультурную, населённую варварскими племенами, и южную — плодородную и политически сильную, так называемую Древнюю  Этолию.

## История
Жителями Этолии (этолийцами) была заселена Пелопоннесская область Элида, занятая, по преданию, этолийцем Оксилом, которому дорийцы, при переселении в Пелопоннес, передали предводительство. На юге Древней Этолии находились два упоминаемые в мифах города Плеврон и Калидон, территория которых составляла особую область Эолиду и из которых последний в эпоху Пелопоннесской войны до 392 г. находился во владении пелопоннесских ахейцев. Покрытая лесом горная цепь Аракинф отделяет прибрежную низменную равнину от внутренней, весьма плодородной (μεγα πεδίον), с главным городом Фермом при Трихонийском озере. Северная часть страны (так называемая Приобретенная Этолия) была населена иллирийскими племенами — аподотами, эвританами, офионами, каллийцами, агрейцами, амфилохийцами (последние в разные времена считались принадлежащими то к Эпиру, то к Акарнании).
Уже в V в. до н. э. три этолийских племени — аподоты, офионы и эвританы — были сплочены в союз; первые же сведения об общем этолийском союзе (κοινόν τῶν Αίτωλῶν) восходят к 322 г. до Р. Х. Позднее к союзу примкнули локры, ещё позднее — дельфийцы, дорийцы и часть Акарнании (266 г.); в 245 г. к нему присоединились на некоторое время беотийцы, около 229 г. — южные города Фессалии; кроме того, к нему принадлежали некоторые пелопоннесские города и даже некоторые местности за пределами греческого материка.
Таким образом Этолийский союз, первоначально являвшийся племенным, разросся до размеров крупного политического организма, поглотив Дельфийскую амфиктионию. Период наивысшего территориального и политического развития союза относится ко времени войны между спартанским царем Клеоменом и Ахейским союзом. После битвы при Селласии в 222 г. до н. э. был основан Эллинский союз, что ослабило влияние Этолийского союза, после чего акарнанцы, фокейцы, беотийцы и фессалийцы вышли из него.
После смерти Антигона Досона в 221 до н. э. этолийцы попытались вернуть себе утраченное влияние путём завоевания Мессении, которая была намерена примкнуть к Эллинскому союзу. Мессеняне обратились за помощью к ахейцам и началась война между этолийцами и ахейцами. Она окончилась, после страшного разгрома греческих областей, в 217 до н. э. Навпактским миром, по которому воюющие стороны должны были оставить за собой имевшиеся у них в момент заключения мира владения.
Вскоре македонский царь Филипп V (220—179) начал войну с римлянами, к которым в качестве союзников присоединились этолийцы, спартанцы, мессенийцы, элейцы и афиняне. Главную тяжесть этой войны выпала на этолийцев. Ввиду крайнего истощения, они в 205 г. заключили отдельный мир с Филиппом.
В 200 до н. э. началась Вторая Македонская война, во время которой этолийцы сражались на стороне римлян: при их участии была одержана победа римлян над македонянами при Киноскефалах (в 197 г. до н. э.). За это в 196 г. они получили Локриду, Фокиду, Амбракию и Ойниады. Но так как притязания их римляне сочли чрезмерными, то Рим заключил союз с ахейцами, этолийцы же перешли на сторону Антиоха и в 191 до н. э. были разбиты при Фермопилах. После окончательной победы римлян над Антиохом, в 189 до н. э. этолийцы были вынуждены просить мира, за который римляне потребовали от них уплаты 500 талантов контрибуции и признания верховной власти римского народа. Этим унижением был положен конец существованию Этолийского союза.

## ОрганизацияЭтолийского союза
Во главе союза стоял союзный предводитель, или стратег, созывавший войско по постановлению союзного собрания, имевший главное начальство во время войны и руководивший заседаниями совета и собрания. Другими видными должностными лицами были гиппарх (начальник конницы),  секретарь, казначей: все они избирались народным собранием немедленно после осеннего равноденствия. Союзный совет, состоявший из представителей отдельных городов, рассматривал важные текущие дела, подготовлявшиеся для союзного собрания, и вел переговоры с иностранными государствами. Народные собрания созывались обязательно раз в год (в Ферме) для избрания должностных лиц, а по мере необходимости — в любом союзном городе. Решению собрания подлежали вопросы о войне и мире, о заключении договоров, о податях, о введении новых и отмене старых законов.

## В астрономии
В честь Этолии назван астероид (1142) Этолия, открытый 24 января 1930 года немецким астрономом Карлом Райнмутом в Гейдельбергской обсерватории.